# 6935 Morisot
6935 Morisot è un asteroide della fascia principale. Scoperto nel 1960, presenta un'orbita caratterizzata da un semiasse maggiore pari a 2,2766337 UA e da un'eccentricità di 0,0864573, inclinata di 0,54472° rispetto all'eclittica.
L'asteroide è dedicato alla pittrice impressionista francese Berthe Morisot .